# Élections cantonales de 2011 dans le Bas-Rhin

Les élections cantonales ont eu lieu les 20 et 27 mars 2011.

## Contexte départemental

### Assemblée départementale sortante
Avant les élections, le conseil général du Bas-Rhin est présidé par Guy-Dominique Kennel (UMP). Il comprend 44 conseillers généraux issus des 44 cantons du Bas-Rhin ; 22 d'entre eux sont renouvelables lors de ces élections, ainsi que le canton de Strasbourg-9, à la suite de la démission d'Armand Jung.
| Parti                                                      | Sigle | Élus |
| ---------------------------------------------------------- | ----- | ---- |
| Majorité (30 sièges)                                       |       |      |
| Union pour un mouvement populaire                          | UMP   | 30   |
| Divers (7 sièges)                                          |       |      |
| Indépendants, écologistes et régionalistes                 | DV    | 3    |
| Centriste, écologiste, démocrate, régionaliste et européen | CEDRE | 3    |
| Sans étiquette                                             | SE    | 1    |
| Opposition (7 sièges)                                      |       |      |
| Parti socialiste                                           | PS    | 7    |
| Président du conseil général                               |       |      |
| Guy-Dominique Kennel (UMP)                                 |       |      |

## Résultats à l'échelle du département

### Résultats en nombre de sièges
| Parti | Sièges mis en jeu | Élus | Évolution |
| ----- | ----------------- | ---- | --------- |
| UMP   | 15                | 10   | -5        |
| PS    | 4                 | 5    | +1        |
| DVD   | 3                 | 4    | +1        |
| MoDem | 1                 | 0    | -1        |
| DVG   | 0                 | 1    | +1        |
| REG   | 0                 | 1    | +1        |
| EELV  | 0                 | 1    | +1        |
| NC    | 0                 | 1    | +1        |

### Assemblée départementale à l'issue des élections
| Parti                                      | Sigle | Élus |
| ------------------------------------------ | ----- | ---- |
| Majorité (32 sièges)                       |       |      |
| Union pour un mouvement populaire          | UMP   | 32   |
| Divers (3 sièges)                          |       |      |
| Sans étiquette                             | SE    | 2    |
| Indépendants, écologistes et régionalistes | DV    | 1    |
| Opposition (9 sièges)                      |       |      |
| Parti socialiste                           | PS    | 9    |
| Président du conseil général               |       |      |
| Guy-Dominique Kennel (UMP)                 |       |      |

## Résultats par canton

### Canton de Geispolsheim
| Candidats      | Candidats          | Étiquette      | Premier tour | Premier tour | Second tour | Second tour |
| Candidats      | Candidats          | Étiquette      | Voix         | %            | Voix        | %           |
| -------------- | ------------------ | -------------- | ------------ | ------------ | ----------- | ----------- |
|                | Sébastien Zaegel*  | UMP            | 5 081        | 50,63        | 7 148       | 72,91       |
|                | Pascale Elles      | FN             | 2 018        | 20,11        | 2 656       | 27,09       |
|                | Philippe Delecolle | EELV           | 1 334        | 13,29        |             |             |
|                | Alain Caps         | PS             | 1 190        | 11,86        |             |             |
|                | Jérôme Goepfert    | UL             | 413          | 4,12         |             |             |
|                |                    |                |              |              |             |             |
| Inscrits       | Inscrits           | Inscrits       | 24 801       | 100,00       | 24 801      | 100,00      |
| Abstentions    | Abstentions        | Abstentions    | 14 559       | 58,70        | 14 407      | 58,09       |
| Votants        | Votants            | Votants        | 10 242       | 41,30        | 10 394      | 41,91       |
| Blancs et nuls | Blancs et nuls     | Blancs et nuls | 206          | 2,01         | 590         | 5,68        |
| Exprimés       | Exprimés           | Exprimés       | 10 036       | 97,99        | 9 804       | 94,32       |

*sortant

### Canton d'Illkirch-Graffenstaden
| Candidats      | Candidats              | Étiquette      | Premier tour | Premier tour | Second tour | Second tour |
| Candidats      | Candidats              | Étiquette      | Voix         | %            | Voix        | %           |
| -------------- | ---------------------- | -------------- | ------------ | ------------ | ----------- | ----------- |
|                | Claude Froehly         | PS             | 4 257        | 31,53        | 7 065       | 53,27       |
|                | Catherine Graef-Eckert | UMP            | 3 787        | 28,05        | 6 198       | 46,73       |
|                | Jean-Paul Colin        | FN             | 3 128        | 23,17        |             |             |
|                | Françoise Werckmann    | EELV           | 1 527        | 11,31        |             |             |
|                | Karl Goschescheck      | ADA            | 576          | 4,27         |             |             |
|                | Jean-Pierre Djukic     | PCF            | 225          | 1,67         |             |             |
|                |                        |                |              |              |             |             |
| Inscrits       | Inscrits               | Inscrits       | 37 013       | 100,00       | 37 023      | 100,00      |
| Abstentions    | Abstentions            | Abstentions    | 23 305       | 62,96        | 22 916      | 61,90       |
| Votants        | Votants                | Votants        | 13 708       | 37,04        | 14 107      | 38,10       |
| Blancs et nuls | Blancs et nuls         | Blancs et nuls | 208          | 1,52         | 844         | 5,98        |
| Exprimés       | Exprimés               | Exprimés       | 13 500       | 98,48        | 13 263      | 94,02       |

### Canton de Marmoutier
| Candidats      | Candidats        | Étiquette      | Premier tour | Premier tour | Second tour | Second tour |
| Candidats      | Candidats        | Étiquette      | Voix         | %            | Voix        | %           |
| -------------- | ---------------- | -------------- | ------------ | ------------ | ----------- | ----------- |
|                | Joseph Cremmel*  | UMP            | 1 541        | 32,88        | 1 907       | 45,96       |
|                | Jean-Claude Weil | DVG            | 1 262        | 26,93        | 2 242       | 54,04       |
|                | Michel Schliffer | EELV           | 964          | 20,57        |             |             |
|                | Gérard Chartier  | FN             | 920          | 19,63        |             |             |
|                |                  |                |              |              |             |             |
| Inscrits       | Inscrits         | Inscrits       | 9 644        | 100,00       | 9 638       | 100,00      |
| Abstentions    | Abstentions      | Abstentions    | 4 791        | 49,68        | 5 061       | 52,51       |
| Votants        | Votants          | Votants        | 4 853        | 50,32        | 4 577       | 47,49       |
| Blancs et nuls | Blancs et nuls   | Blancs et nuls | 166          | 3,42         | 428         | 9,35        |
| Exprimés       | Exprimés         | Exprimés       | 4 687        | 96,58        | 4 149       | 90,65       |

*sortant

### Canton de Mundolsheim
| Candidats      | Candidats           | Étiquette      | Premier tour | Premier tour | Second tour | Second tour |
| Candidats      | Candidats           | Étiquette      | Voix         | %            | Voix        | %           |
| -------------- | ------------------- | -------------- | ------------ | ------------ | ----------- | ----------- |
|                | André Lobstein*     | UMP            | 5 526        | 42,36        | 8 876       | 70,57       |
|                | Stéphane Chevallier | FN             | 3 069        | 23,53        | 3 702       | 29,43       |
|                | Claude Walter       | EELV           | 2 698        | 20,68        |             |             |
|                | Francis Hammer      | PS             | 1 751        | 13,42        |             |             |
|                |                     |                |              |              |             |             |
| Inscrits       | Inscrits            | Inscrits       | 35 017       | 100,00       | 35 016      | 100,00      |
| Abstentions    | Abstentions         | Abstentions    | 21 642       | 61,80        | 21 257      | 60,71       |
| Votants        | Votants             | Votants        | 13 375       | 38,20        | 13 759      | 39,42       |
| Blancs et nuls | Blancs et nuls      | Blancs et nuls | 331          | 2,47         | 1 181       | 8,58        |
| Exprimés       | Exprimés            | Exprimés       | 13 044       | 97,53        | 12 578      | 91,42       |

*sortant

### Canton de Niederbronn-les-Bains
| Candidats      | Candidats          | Étiquette      | Premier tour | Premier tour | Second tour | Second tour |
| Candidats      | Candidats          | Étiquette      | Voix         | %            | Voix        | %           |
| -------------- | ------------------ | -------------- | ------------ | ------------ | ----------- | ----------- |
|                | Rémi Bertrand*     | UMP            | 3 990        | 47,06        | 5 032       | 60,52       |
|                | Laurent Gnaedig    | FN             | 2 708        | 31,94        | 3 283       | 39,48       |
|                | Jean-Marie Burt    | PS             | 1 410        | 16,63        |             |             |
|                | Jean-Michel Delaye | POI            | 371          | 4,38         |             |             |
|                |                    |                |              |              |             |             |
| Inscrits       | Inscrits           | Inscrits       | 21 491       | 100,00       | 21 490      | 100,00      |
| Abstentions    | Abstentions        | Abstentions    | 12 682       | 59,01        | 12 623      | 58,74       |
| Votants        | Votants            | Votants        | 8 809        | 40,99        | 8 867       | 41,26       |
| Blancs et nuls | Blancs et nuls     | Blancs et nuls | 330          | 3,75         | 552         | 6,23        |
| Exprimés       | Exprimés           | Exprimés       | 8 479        | 96,25        | 8 315       | 93,77       |

*sortant

### Canton d'Obernai
| Candidats      | Candidats         | Étiquette      | Premier tour | Premier tour | Second tour | Second tour |
| Candidats      | Candidats         | Étiquette      | Voix         | %            | Voix        | %           |
| -------------- | ----------------- | -------------- | ------------ | ------------ | ----------- | ----------- |
|                | Bernard Fischer*  | UMP            | 3 716        | 54,45        | 4 780       | 72,49       |
|                | Christian Cotelle | FN             | 1 385        | 20,30        | 1 814       | 27,51       |
|                | Bruno Freyermuth  | EELV           | 1 383        | 20,27        |             |             |
|                | Lucien Baltzer    | UL             | 340          | 4,98         |             |             |
|                |                   |                |              |              |             |             |
| Inscrits       | Inscrits          | Inscrits       | 15 856       | 100,00       | 15 858      | 100,00      |
| Abstentions    | Abstentions       | Abstentions    | 8 857        | 55,86        | 8 847       | 55,79       |
| Votants        | Votants           | Votants        | 6 999        | 44,14        | 7 011       | 44,21       |
| Blancs et nuls | Blancs et nuls    | Blancs et nuls | 175          | 2,50         | 417         | 5,95        |
| Exprimés       | Exprimés          | Exprimés       | 6 824        | 97,50        | 6 594       | 94,05       |

*sortant

### Canton de Saales
| Candidats      | Candidats      | Étiquette      | Premier tour | Premier tour |
| Candidats      | Candidats      | Étiquette      | Voix         | %            |
| -------------- | -------------- | -------------- | ------------ | ------------ |
|                | Alice Morel*   | DVD            | 921          | 60,55        |
|                | Renaud Fausser | PS-EELV        | 600          | 39,45        |
|                |                |                |              |              |
| Inscrits       | Inscrits       | Inscrits       | 3 018        | 100,00       |
| Abstentions    | Abstentions    | Abstentions    | 1 424        | 47,18        |
| Votants        | Votants        | Votants        | 1 594        | 52,82        |
| Blancs et nuls | Blancs et nuls | Blancs et nuls | 73           | 4,58         |
| Exprimés       | Exprimés       | Exprimés       | 1 521        | 95,42        |

*sortant

### Canton de Sarre-Union
| Candidats      | Candidats         | Étiquette      | Premier tour | Premier tour | Second tour | Second tour |
| Candidats      | Candidats         | Étiquette      | Voix         | %            | Voix        | %           |
| -------------- | ----------------- | -------------- | ------------ | ------------ | ----------- | ----------- |
|                | Simon Schmidt     | UMP            | 1 754        | 39,33        | 2 025       | 45,21       |
|                | David Heckel      | UL             | 1 036        | 23,23        | 2 454       | 54,79       |
|                | Emmanuel Polewiak | EELV           | 846          | 18,97        |             |             |
|                | Zulhira Longo     | PS             | 824          | 18,48        |             |             |
|                |                   |                |              |              |             |             |
| Inscrits       | Inscrits          | Inscrits       | 11 453       | 100,00       | 11 453      | 100,00      |
| Abstentions    | Abstentions       | Abstentions    | 6 635        | 57,93        | 6 604       | 57,66       |
| Votants        | Votants           | Votants        | 4 818        | 42,07        | 4 849       | 42,34       |
| Blancs et nuls | Blancs et nuls    | Blancs et nuls | 358          | 7,43         | 370         | 7,63        |
| Exprimés       | Exprimés          | Exprimés       | 4 460        | 92,57        | 4 479       | 92,37       |

### Canton de Saverne
| Candidats      | Candidats             | Étiquette      | Premier tour | Premier tour | Second tour | Second tour |
| Candidats      | Candidats             | Étiquette      | Voix         | %            | Voix        | %           |
| -------------- | --------------------- | -------------- | ------------ | ------------ | ----------- | ----------- |
|                | Thierry Carbiener*    | DVD            | 3 396        | 43,03        | 4 686       | 68,39       |
|                | Murielle Philippe     | UMP            | 1 616        | 20,48        | 2 166       | 31,61       |
|                | Robert Martig         | FN             | 1 316        | 16,68        |             |             |
|                | Marie-Madeleine Braud | EELV           | 879          | 11,14        |             |             |
|                | Rémy Vettor           | PS             | 498          | 6,31         |             |             |
|                | Serge Bloch           | POI            | 187          | 2,37         |             |             |
|                |                       |                |              |              |             |             |
| Inscrits       | Inscrits              | Inscrits       | 17 636       | 100,00       | 17 636      | 100,00      |
| Abstentions    | Abstentions           | Abstentions    | 9 557        | 54,19        | 10 191      | 57,79       |
| Votants        | Votants               | Votants        | 8 079        | 45,81        | 7 445       | 42,21       |
| Blancs et nuls | Blancs et nuls        | Blancs et nuls | 187          | 2,31         | 593         | 7,97        |
| Exprimés       | Exprimés              | Exprimés       | 7 892        | 97,69        | 6 852       | 92,03       |

*sortant

### Canton de Schiltigheim
| Candidats      | Candidats           | Étiquette      | Premier tour | Premier tour | Second tour | Second tour |
| Candidats      | Candidats           | Étiquette      | Voix         | %            | Voix        | %           |
| -------------- | ------------------- | -------------- | ------------ | ------------ | ----------- | ----------- |
|                | Raphaël Nisand      | PS             | 1 702        | 28,74        | 4 150       | 68,69       |
|                | Diana Garnier-Lang  | FN             | 1 110        | 18,74        | 1 892       | 31,31       |
|                | Andrée Munchenbach* | MoDem          | 1 021        | 17,24        |             |             |
|                | Jean-Marie Kutner   | NC             | 1 013        | 17,11        |             |             |
|                | Denis Maurer        | EELV           | 722          | 12,19        |             |             |
|                | Jean-Luc Muller     | FG             | 185          | 3,12         |             |             |
|                | Claude Weber        | UES            | 125          | 2,11         |             |             |
|                | Hervé Gourvitch     | POI            | 44           | 0,74         |             |             |
|                |                     |                |              |              |             |             |
| Inscrits       | Inscrits            | Inscrits       | 16 955       | 100,00       | 16 955      | 100,00      |
| Abstentions    | Abstentions         | Abstentions    | 10 940       | 64,52        | 10 443      | 61,59       |
| Votants        | Votants             | Votants        | 6 015        | 35,48        | 6 512       | 38,41       |
| Blancs et nuls | Blancs et nuls      | Blancs et nuls | 93           | 1,55         | 470         | 7,22        |
| Exprimés       | Exprimés            | Exprimés       | 5 922        | 98,45        | 6 042       | 92,78       |

*sortant

### Canton de Schirmeck
| Candidats      | Candidats              | Étiquette      | Premier tour | Premier tour | Second tour | Second tour |
| Candidats      | Candidats              | Étiquette      | Voix         | %            | Voix        | %           |
| -------------- | ---------------------- | -------------- | ------------ | ------------ | ----------- | ----------- |
|                | Frédéric Bierry*       | PR             | 2 549        | 48,73        | 2 987       | 61,02       |
|                | Gérard Douvier         | PS             | 1 447        | 27,66        | 1 908       | 38,98       |
|                | Marie-Christine Aubert | FN             | 986          | 18,85        |             |             |
|                | Patrick Appiani        | EELV           | 249          | 4,76         |             |             |
|                |                        |                |              |              |             |             |
| Inscrits       | Inscrits               | Inscrits       | 10 400       | 100,00       | 10 400      | 100,00      |
| Abstentions    | Abstentions            | Abstentions    | 5 064        | 48,69        | 5 267       | 50,64       |
| Votants        | Votants                | Votants        | 5 336        | 51,31        | 5 133       | 49,36       |
| Blancs et nuls | Blancs et nuls         | Blancs et nuls | 105          | 1,97         | 238         | 4,64        |
| Exprimés       | Exprimés               | Exprimés       | 5 231        | 98,03        | 4 895       | 95,36       |

*sortant

### Canton de Sélestat
| Candidats      | Candidats          | Étiquette      | Premier tour | Premier tour | Second tour | Second tour |
| Candidats      | Candidats          | Étiquette      | Voix         | %            | Voix        | %           |
| -------------- | ------------------ | -------------- | ------------ | ------------ | ----------- | ----------- |
|                | Marcel Bauer*      | UMP            | 4 197        | 41,60        | 6 436       | 71,12       |
|                | Jean-Denis Ehrhard | FN             | 2 054        | 20,36        | 2 614       | 28,88       |
|                | Daniel Ehret       | EELV           | 1 932        | 19,15        |             |             |
|                | Marc Ruhlmann      | PS             | 1 906        | 18,89        |             |             |
|                |                    |                |              |              |             |             |
| Inscrits       | Inscrits           | Inscrits       | 22 603       | 100,00       | 22 603      | 100,00      |
| Abstentions    | Abstentions        | Abstentions    | 12 218       | 54,05        | 12 540      | 55,48       |
| Votants        | Votants            | Votants        | 10 385       | 45,95        | 10 063      | 44,52       |
| Blancs et nuls | Blancs et nuls     | Blancs et nuls | 296          | 2,85         | 1 013       | 10,07       |
| Exprimés       | Exprimés           | Exprimés       | 10 089       | 97,15        | 9 050       | 89,93       |

*sortant

### Canton de Strasbourg-2
| Candidats      | Candidats               | Étiquette      | Premier tour | Premier tour | Second tour | Second tour |
| Candidats      | Candidats               | Étiquette      | Voix         | %            | Voix        | %           |
| -------------- | ----------------------- | -------------- | ------------ | ------------ | ----------- | ----------- |
|                | Jean-Jacques Gsell*     | PS             | 1 001        | 34,18        | 1 316       | 47,05       |
|                | Marie-Dominique Dreyssé | EELV           | 685          | 23,39        | 1 481       | 52,94       |
|                | Axelle Benamram         | UMP            | 625          | 21,34        |             |             |
|                | Christian Grosse        | PCF            | 181          | 6,18         |             |             |
|                | Lucia D'Apote           | ECO            | 152          | 5,19         |             |             |
|                | Manuel Santiago         | ECO            | 146          | 4,98         |             |             |
|                | Arnaud Weber            | PRG            | 97           | 3,31         |             |             |
|                | Pacha Mobasher          | DVG            | 41           | 1,40         |             |             |
|                |                         |                |              |              |             |             |
| Inscrits       | Inscrits                | Inscrits       | 9 969        | 100,00       | 9 969       | 100,00      |
| Abstentions    | Abstentions             | Abstentions    | 6 961        | 69,83        | 6 963       | 69,85       |
| Votants        | Votants                 | Votants        | 3 008        | 30,17        | 3 006       | 30,15       |
| Blancs et nuls | Blancs et nuls          | Blancs et nuls | 80           | 2,66         | 209         | 6,95        |
| Exprimés       | Exprimés                | Exprimés       | 2 928        | 97,34        | 2 797       | 93,05       |

*sortant

### Canton de Strasbourg-6
| Candidats      | Candidats          | Étiquette      | Premier tour | Premier tour | Second tour | Second tour |
| Candidats      | Candidats          | Étiquette      | Voix         | %            | Voix        | %           |
| -------------- | ------------------ | -------------- | ------------ | ------------ | ----------- | ----------- |
|                | Serge Oehler*      | PS             | 2 604        | 45,44        | 5 034       | 77,11       |
|                | Marcel Collot      | FN             | 911          | 15,89        | 1 494       | 22,88       |
|                | Laurent Dannel     | UMP            | 728          | 12,70        |             |             |
|                | Philippe Debeire   | EELV           | 662          | 11,55        |             |             |
|                | Jacques Cordonnier | ADA            | 367          | 6,40         |             |             |
|                | Ariane Henry       | PCF            | 196          | 3,42         |             |             |
|                | Frédéric Le Jehan  | MoDem          | 184          | 3,21         |             |             |
|                | François Bunner    | DVG            | 78           | 1,36         |             |             |
|                |                    |                |              |              |             |             |
| Inscrits       | Inscrits           | Inscrits       | 20 374       | 100,00       | 20 374      | 100,00      |
| Abstentions    | Abstentions        | Abstentions    | 14 555       | 71,44        | 13 517      | 66,34       |
| Votants        | Votants            | Votants        | 5 819        | 28,56        | 6 857       | 33,66       |
| Blancs et nuls | Blancs et nuls     | Blancs et nuls | 89           | 1,53         | 329         | 4,80        |
| Exprimés       | Exprimés           | Exprimés       | 5 730        | 98,47        | 6 528       | 95,20       |

*sortant

### Canton de Strasbourg-7
| Candidats      | Candidats             | Étiquette      | Premier tour | Premier tour | Second tour | Second tour |
| Candidats      | Candidats             | Étiquette      | Voix         | %            | Voix        | %           |
| -------------- | --------------------- | -------------- | ------------ | ------------ | ----------- | ----------- |
|                | Jean-Philippe Maurer* | UMP            | 1 793        | 38,87        | 2 577       | 53,92       |
|                | Mathieu Cahn          | PS             | 1 084        | 23,50        | 2 202       | 46,08       |
|                | Huguette Fatna        | FN             | 758          | 16,43        |             |             |
|                | Wandrille Jumeaux     | EELV           | 735          | 15,93        |             |             |
|                | Antoine Splet         | PCF            | 243          | 5,27         |             |             |
|                |                       |                |              |              |             |             |
| Inscrits       | Inscrits              | Inscrits       | 13 586       | 100,00       | 13 586      | 100,00      |
| Abstentions    | Abstentions           | Abstentions    | 8 916        | 65,63        | 8 585       | 63,19       |
| Votants        | Votants               | Votants        | 4 670        | 34,37        | 5 001       | 36,81       |
| Blancs et nuls | Blancs et nuls        | Blancs et nuls | 57           | 1,22         | 222         | 4,44        |
| Exprimés       | Exprimés              | Exprimés       | 4 613        | 98,78        | 4 779       | 95,56       |

*sortant

### Canton de Strasbourg-8
| Candidats      | Candidats             | Étiquette      | Premier tour | Premier tour | Second tour | Second tour |
| Candidats      | Candidats             | Étiquette      | Voix         | %            | Voix        | %           |
| -------------- | --------------------- | -------------- | ------------ | ------------ | ----------- | ----------- |
|                | Philippe Bies*        | PS             | 1 578        | 30,89        | 2 945       | 56,87       |
|                | Jean-Claude Bader     | UMP            | 1 322        | 25,88        | 2 233       | 43,12       |
|                | Brigitte Tinot        | FN             | 974          | 19,07        |             |             |
|                | Alexandre Laymand     | EELV           | 684          | 13,39        |             |             |
|                | François Joseph Mayer | AE             | 184          | 3,60         |             |             |
|                | Marie-Laure Woytt     | PCF            | 166          | 3,25         |             |             |
|                | Julien Viel           | PRG            | 125          | 2,44         |             |             |
|                | Élisabeth Delgrande   | POI            | 74           | 1,44         |             |             |
|                |                       |                |              |              |             |             |
| Inscrits       | Inscrits              | Inscrits       | 14 751       | 100,00       | 14 751      | 100,00      |
| Abstentions    | Abstentions           | Abstentions    | 9 557        | 64,79        | 9 269       | 62,84       |
| Votants        | Votants               | Votants        | 5 194        | 35,21        | 5 482       | 37,16       |
| Blancs et nuls | Blancs et nuls        | Blancs et nuls | 87           | 1,68         | 304         | 5,55        |
| Exprimés       | Exprimés              | Exprimés       | 5 107        | 98,32        | 5 178       | 94,45       |

*sortant

### Canton de Strasbourg-9
| Candidats      | Candidats         | Étiquette      | Premier tour | Premier tour | Second tour | Second tour |
| Candidats      | Candidats         | Étiquette      | Voix         | %            | Voix        | %           |
| -------------- | ----------------- | -------------- | ------------ | ------------ | ----------- | ----------- |
|                | Éric Elkouby      | PS             | 1 743        | 35,36        | 3 025       | 59,70       |
|                | Jean-Emmanuel     | UMP            | 1 038        | 21,05        | 2 042       | 40,30       |
|                | Dominique Humbert | FN             | 1 013        | 20,55        |             |             |
|                | Pierre Ozenne     | EELV           | 605          | 12,27        |             |             |
|                | Jacques Barthel   | MoDem-UDF      | 221          | 4,48         |             |             |
|                | Jean-Claude Meyer | EXG            | 185          | 3,75         |             |             |
|                | Gilles Bramant    | PCF            | 124          | 2,51         |             |             |
|                |                   |                |              |              |             |             |
| Inscrits       | Inscrits          | Inscrits       | 15 207       | 100,00       | 15 207      | 100,00      |
| Abstentions    | Abstentions       | Abstentions    | 10 197       | 67,05        | 9 819       | 64,57       |
| Votants        | Votants           | Votants        | 5 010        | 32,95        | 5 388       | 35,43       |
| Blancs et nuls | Blancs et nuls    | Blancs et nuls | 81           | 1,62         | 321         | 5,96        |
| Exprimés       | Exprimés          | Exprimés       | 4 929        | 98,38        | 5 067       | 94,04       |

### Canton de Strasbourg-10
| Candidats      | Candidats                 | Étiquette      | Premier tour | Premier tour | Second tour | Second tour |
| Candidats      | Candidats                 | Étiquette      | Voix         | %            | Voix        | %           |
| -------------- | ------------------------- | -------------- | ------------ | ------------ | ----------- | ----------- |
|                | Pascale Jurdant-Pfeiffer* | DVD            | 1 338        | 34,80        | 2 746       | 70,54       |
|                | Xavier Codderens          | FN             | 925          | 24,06        | 1 147       | 29,46       |
|                | Annick Neff               | PS             | 621          | 16,15        |             |             |
|                | Alain Jund                | EELV           | 430          | 11,18        |             |             |
|                | Malika Souci              | DVG            | 174          | 4,53         |             |             |
|                | Jamal Boussif             | USD            | 132          | 3,43         |             |             |
|                | André Hemmerlé            | PCF            | 105          | 2,73         |             |             |
|                | Dominique Bézu            | DVD            | 86           | 2,24         |             |             |
|                | Thibaut Vinci             | PRG            | 34           | 0,88         |             |             |
|                |                           |                |              |              |             |             |
| Inscrits       | Inscrits                  | Inscrits       | 11 538       | 100,00       | 11 538      | 100,00      |
| Abstentions    | Abstentions               | Abstentions    | 7 630        | 66,13        | 7 403       | 64,16       |
| Votants        | Votants                   | Votants        | 3 908        | 33,87        | 4 135       | 35,84       |
| Blancs et nuls | Blancs et nuls            | Blancs et nuls | 63           | 1,61         | 242         | 5,85        |
| Exprimés       | Exprimés                  | Exprimés       | 3 845        | 98,39        | 3 893       | 94,15       |

*sortant

### Canton de Truchtersheim
| Candidats      | Candidats           | Étiquette      | Premier tour | Premier tour | Second tour | Second tour |
| Candidats      | Candidats           | Étiquette      | Voix         | %            | Voix        | %           |
| -------------- | ------------------- | -------------- | ------------ | ------------ | ----------- | ----------- |
|                | Étienne Burger      | UMP            | 3 346        | 39,93        | 4 253       | 54,42       |
|                | Luc Huber           | EELV           | 1 776        | 21,19        | 3 562       | 45,58       |
|                | Damien Kinderstuth  | FN             | 1 486        | 17,73        |             |             |
|                | Jean-Marc Jung      | PS             | 1 432        | 17,09        |             |             |
|                | Jean-Paul Léonhardt | DVD            | 340          | 4,06         |             |             |
|                |                     |                |              |              |             |             |
| Inscrits       | Inscrits            | Inscrits       | 17 714       | 100,00       | 17 714      | 100,00      |
| Abstentions    | Abstentions         | Abstentions    | 9 103        | 51,39        | 9 439       | 53,29       |
| Votants        | Votants             | Votants        | 8 611        | 48,61        | 8 275       | 46,71       |
| Blancs et nuls | Blancs et nuls      | Blancs et nuls | 231          | 2,68         | 460         | 5,56        |
| Exprimés       | Exprimés            | Exprimés       | 8 380        | 97,32        | 7 815       | 94,44       |

### Canton de Villé
| Candidats      | Candidats               | Étiquette      | Premier tour | Premier tour | Second tour | Second tour |
| Candidats      | Candidats               | Étiquette      | Voix         | %            | Voix        | %           |
| -------------- | ----------------------- | -------------- | ------------ | ------------ | ----------- | ----------- |
|                | Frédérique Mozziconacci | DVD            | 1 490        | 34,59        | 2 319       | 55,24       |
|                | Bernard Schmitt         | UMP            | 1 217        | 28,26        | 1 879       | 44,76       |
|                | Daniel Mangin           | FN             | 854          | 19,83        |             |             |
|                | Claude Ledergerber      | EELV           | 746          | 17,32        |             |             |
|                |                         |                |              |              |             |             |
| Inscrits       | Inscrits                | Inscrits       | 8 900        | 100,00       | 8 900       | 100,00      |
| Abstentions    | Abstentions             | Abstentions    | 4 393        | 49,36        | 4 348       | 48,85       |
| Votants        | Votants                 | Votants        | 4 507        | 50,64        | 51,15       | 4 552       |
| Blancs et nuls | Blancs et nuls          | Blancs et nuls | 200          | 4,44         | 354         | 7,78        |
| Exprimés       | Exprimés                | Exprimés       | 4 307        | 95,56        | 4 198       | 92,22       |

### Canton de Wasselonne
| Candidats      | Candidats           | Étiquette      | Premier tour | Premier tour | Second tour | Second tour |
| Candidats      | Candidats           | Étiquette      | Voix         | %            | Voix        | %           |
| -------------- | ------------------- | -------------- | ------------ | ------------ | ----------- | ----------- |
|                | Freddy Zimmermann   | NC             | 1 998        | 25,47        | 3 488       | 52,39       |
|                | François Jehl       | DVD            | 1 764        | 22,49        | 3 170       | 47,61       |
|                | Jean-Pierre Grasser | FN             | 1 260        | 16,06        |             |             |
|                | Hervé Bour          | DVD            | 1 135        | 14,47        |             |             |
|                | Rémi Barillon       | PS             | 930          | 11,86        |             |             |
|                | Gérard Schann       | EELV           | 635          | 8,10         |             |             |
|                | Jean-Louis Kubiack  | PCF            | 122          | 1,56         |             |             |
|                |                     |                |              |              |             |             |
| Inscrits       | Inscrits            | Inscrits       | 17 199       | 100,00       | 17 199      | 100,00      |
| Abstentions    | Abstentions         | Abstentions    | 9 120        | 53,03        | 9 832       | 57,17       |
| Votants        | Votants             | Votants        | 8 079        | 46,97        | 7 367       | 42,83       |
| Blancs et nuls | Blancs et nuls      | Blancs et nuls | 235          | 2,91         | 709         | 9,62        |
| Exprimés       | Exprimés            | Exprimés       | 7 844        | 97,09        | 6 658       | 90,38       |

### Canton de Wissembourg
| Candidats      | Candidats        | Étiquette      | Premier tour | Premier tour | Second tour | Second tour |
| Candidats      | Candidats        | Étiquette      | Voix         | %            | Voix        | %           |
| -------------- | ---------------- | -------------- | ------------ | ------------ | ----------- | ----------- |
|                | Pierre Bertrand* | UMP            | 3 239        | 52,29        | 4 408       | 75,23       |
|                | Gabriel Bastian  | FN             | 1 095        | 17,68        | 1 451       | 24,77       |
|                | Christian Gliech | SE             | 945          | 15,26        |             |             |
|                | Ambroise Perrin  | PS             | 675          | 10,90        |             |             |
|                | Éric Schaeffer   | UL             | 240          | 3,87         |             |             |
|                |                  |                |              |              |             |             |
| Inscrits       | Inscrits         | Inscrits       | 13 043       | 100,00       | 13 044      | 100,00      |
| Abstentions    | Abstentions      | Abstentions    | 6 622        | 50,77        | 6 760       | 51,82       |
| Votants        | Votants          | Votants        | 6 421        | 49,23        | 6 284       | 48,18       |
| Blancs et nuls | Blancs et nuls   | Blancs et nuls | 227          | 3,54         | 425         | 6,76        |
| Exprimés       | Exprimés         | Exprimés       | 6 194        | 96,46        | 5 859       | 93,24       |

*sortant

### Canton de Wœrth
| Candidats      | Candidats             | Étiquette      | Premier tour | Premier tour |
| Candidats      | Candidats             | Étiquette      | Voix         | %            |
| -------------- | --------------------- | -------------- | ------------ | ------------ |
|                | Guy-Dominique Kennel* | UMP            | 3 244        | 67,16        |
|                | Jean-Claude Altherr   | FN             | 948          | 19,25        |
|                | Jean-Louis Piquard    | EELV           | 638          | 13,58        |
|                |                       |                |              |              |
| Inscrits       | Inscrits              | Inscrits       | 10 089       | 100,00       |
| Abstentions    | Abstentions           | Abstentions    | 5 109        | 50,64        |
| Votants        | Votants               | Votants        | 4 980        | 49,36        |
| Blancs et nuls | Blancs et nuls        | Blancs et nuls | 150          | 3,01         |
| Exprimés       | Exprimés              | Exprimés       | 4 830        | 96,99        |

*sortant